# Fire on the Amazon
Fire on the Amazon is een Amerikaanse film uit 1993 geregisseerd door Luis Llosa. De hoofdrollen worden vertolkt door Craig Sheffer en Sandra Bullock.

## Verhaal
In Bolivia wordt de milieuactivist Santos vermoord. De fotojournalist R.J. (Craig Sheffer) wil er een verhaal over schrijven en gaat op onderzoek. Hij krijgt de hulp van Alyssa Rothman (Sandra Bullock) die voor Santos werkte. Maar tijdens hun onderzoek ondervinden ze veel tegenstand...

## Rolverdeling
| Acteur                  | Personage      |
| ----------------------- | -------------- |
| Craig Sheffer           | R.J.           |
| Sandra Bullock          | Alyssa Rothman |
| Juan Fernández          | Ataninde       |
| Judith Chapman          | Sandra         |
| Ramsay Ross             | Pistoleiro     |
| David Elkin             | Lucavida       |
| Jorge García Bustamante | Valdez         |
| Baldomero Cáceres       | Pedro          |
| Carlos Victoria         | Miguel         |
| Reynaldo Arenas         | Djamori        |

## Trivia
- Sandra Bullock plakte plakband op haar borsten tijdens de liefdesscène zodat ze zeker was dat ze niet gezien konden worden.